# Oekraïne op het Eurovisiesongfestival 2010
Oekraïne nam deel aan het Eurovisiesongfestival 2010 in Oslo, Noorwegen. Het was de 8ste deelname van het land op het Eurovisiesongfestival. De NTU was verantwoordelijk voor de Oekraïense bijdrage voor de editie van 2010.

## Selectieprocedure
Oekraïne had via een interne selectie Vasyl Lazarovich gekozen om het land te vertegenwoordigen. Tijdens een nationale finale op 6 maart kon het publiek kiezen uit vijf nummers. Uiteindelijk werd gekozen voor I love you.
Op 15 maart maakte de persvoorlichter uit Oekraïne bekend dat de inzending I love you niet naar de zin van de bazen van de NTU, de Oekraïense staatszender was. Daarop werd besloten later, 20 maart, een nieuwe inzending te kiezen. Uiteindelijk werd gekozen voor Alyosha, met To be free. Vasyl Lazarovich nam ook terug deel met zijn I love you, en werd nu zevende.
Echter, ook To be free werd teruggetrokken, ditmaal op vraag van de EBU. Het zou immers om plagiaat gaan, én het nummer stond al sinds 2008 op Myspace (volgens het reglement mocht het nummer pas in oktober van het voorgaande jaar publiek gemaakt worden). Op maandag 22 maart was nog steeds niet duidelijk welk lied het land zou vertegenwoordigen. Aangezien dit ook de laatste dag van de inschrijvingen was, kreeg NTU een boete, met een bijkomende boete per dag dat de omroep geen lied presenteerde. Oekraïne verzekerde de EBU wel dat er binnen de week een nieuw lied zou zijn. Twee dagen later werd dan het definitieve lied gepresenteerd: Sweet people, gezongen door Alyosha.

## In Oslo
In Oslo trad Oekraïne aan in de tweede halve finale, op donderdag 27 mei 2010. Alyosha haalde de 7de plaats, met 77 punten, en mocht zo door naar de finale. Daarin eindigde ze op de tiende plaats, met 108 punten.